# ファブロサウルス
ファブロサウルス（Fabrosaurus　「ファーブルのトカゲ」の意味）はジュラ紀前期（エッタンジュ期-シネムール期1億9900万年前-1億8900万年前）に現在のアフリカ南部に生息していた鳥盤類の草食恐竜の属の一つである。
化石はフランスの古生物学者Ginsburgらによるイギリス領バストランド（en）（現在のレソト）の調査にて発見された。1964年にLeonard Ginsburgによりタイプ種Fabrosaurus australis として命名された。属名はFabroはフランスの古生物学者Jean Fabreに献名されたもので、saurosは古代ギリシャ語で「トカゲ」を意味する。種小名はラテン語で「南の」の意味で化石がアフリカ南部レソトで発見されたことにちなむ。
体長は1 mほどと推定されている。化石資料が少なく、現在のところ発見されている化石は歯のついた部分的な顎の骨のみであり、疑問名でありレソトサウルスと同じ恐竜である可能性がある。
また、当時のアメリカやアジアには、これと同じ科に入る恐竜であるゴンブサウルスも生息していた。

## 参照
- Ginsburg, L., 1964, "Decouverte d’un Scelidosaurien (Dinosaure ornithischien) dans le Trias superieur du Basutoland", Comptes Rendus de l'Academie des Sciences de Paris, 258; 2366–2368.
- Richard A. Thulborn The skull of Fabrosaurus australis, a Triassic ornithischian dinosaur.